# История Миннесоты
История Миннесоты охватывает период с заселения нынешней территории штата индейцами до современности.

## Ранняя история
Самые древние останки миннесотских людей, датированные 7—8 тысячелетиями до нашей эры, были найдены в Браунс-Валли в 1933 году. Рядом с костями «Человека из Браунс-Валли» лежали наконечники кловисского типа и наконечники фолсомского типа. Также к считающимся древнейшими (середина 8 тысячелетия до н. э.) захоронениям в Миннесоте относится Брэдбери-Брук, захоронение на озере Милль-Лэкс.
Археологические находки свидетельствуют о раннем развитии торговли в Миннесоте. Так, в 1931 году в округе Оттер-Тэйл была найдена так называемая Миннесотская женщина. Радиоуглеродный анализ показал, что она умерла примерно в 6600 году до н. э. И у неё в руке были ракушки Busycon perversa, моллюска, который водился только во Флориде. В реке Миннесота в округе Ренвилл байдарочники нашли череп древнего американца возрастом 8 тыс. лет.
Спустя несколько сотен лет после заселения Миннесоты индейцами на территории штата резко потеплел климат. Мамонты и им подобные крупные животные вымерли, и люди перешли на другую пищу. Благодаря потеплению, стало больше орехов, ягод и овощей, изменилась мясная пища: вместо мамонтов появились бизоны, олени и разнообразные птицы. Исчезла необходимость в крупном каменном оружии; кроме того, распространилось рыболовство, индейцы стали изготовлять крюки, сети, гарпуны. В районе 5000 года до н. э. люди, населявшие побережье Верхнего озера, первыми на континенте начали обрабатывать металл — точнее, медную руду с высоким содержанием меди. Из неё получались острые ножи и наконечники копий.
Самые ранние находки индейских поселений в Миннесоте относятся приблизительно к 3000 году до н. э. На скалах с Джефферскими петроглифами самые ранние петроглифы датированы архаическим периодом (1700—900 гг. до н. э.) Примерно с 1000 года до н. э. развиваются гончарное дело и керамика. В районе 700 года до н. э. появились погребальные курганы, которые с тех пор создавались постоянно — к приходу европейцев их в штате было уже около десяти тысяч.
С 200 года до н. э. до 400 года н. э. на берегах Миссисипи развилась Хоупвеллская традиция. К 800 году в тех местах уже активно выращивалась цицания водная, дальше к югу — кукуруза. За несколько сотен лет в штате достигла расцвета Миссисипская культура (от неё, возможно, позже произошла культура лакота).
Когда в Миннесоту пришли европейцы, штат населяли в основном племена сиу (в начале XVIII века туда начали мигрировать оджибве). Также рядом с Лонг-Прери была небольшая группа виннебаго, которых позже переселили в резервации в округ Блу-Эрт. Все индейцы на момент прихода европейцев были охотниками и собирателями.

## Открытие Миннесоты европейцами
Обнаруженный в 1898 году Кенсингтонский рунический камень дал основания предполагать, что норвежские путешественники уже исследовали Миннесоту в 1362 году. Однако этот камень многие считают фальшивкой, хотя установлено, что руны на нём написаны раньше XIX века.
Первый точно датированный контакт европейцев и миннесотских индейцев произошёл в конце 1650-х годов, когда Пьер-Эспри Радиссон и Медар де Гросейер встретили индейцев племени дакота во время исследования южного берега Верхнего озера (будущей территории северного Висконсина). Вскоре после этого был изучен и северный берег. Одним из первых его исследователей стал Клод-Жан Аллуэ, миссионер на острове Мадлен, составивший карту всей местности в 1671 году.
Примерно в то же время началась миграция оджибве в Миннесоту из Мэна. Оджибве уже имели опыт торговли с европейцами и продолжили её на новом месте. В основном они меняли меха на ружья. Но с дакота оджибве не смогли мирно ужиться, между ними часто происходили распри.
В 1671 году Франция подписала торговое соглашение с несколькими миннесотскими племенами. Поэтому вскоре для осуществления организованной торговли в штат прибыл француз Даниэль Грейсолон, сеньор дю Лют. Он исследовал территории, лежавшие к югу и к западу от Верхнего озера, где позже был построен названный в его честь город Дулут. Также он помог установить перемирие между оджибве и дакота в 1679 году.
Отец Луи Хеннепин, Мишель Ако и Антуан Огелль пришли в Миннесоту из Иллинойса, где они участвовали в исследовательской экспедиции под руководством Рене-Робера Кавелье де Ла Саля. В Миннесоте в 1680 году их взяли в плен дакота. Путешествуя вместе с племенем, Хеннепин, Ако и Огелль открыли водопады Святого Антония. Когда дю Люту удалось выкупить группу из плена, Хеннепин вернулся в Европу и в 1683 году опубликовал книгу «Описание Луизианы», в которой в том числе упоминал и эти водопады. Впрочем, как выяснилось, их описание в его книге было недостоверным: например, он утверждал, что они были высотой в шестьдесят футов (около 18 м), в то время как на самом деле их высота не превышала шестнадцати.
Примерно в 1700 году Пьер-Шарль Ле Суэ исследовал реку Миннесоту по течению до Блу-Эрта. Он считал, что синяя почва (англ. Blue Earth) в Блу-Эрте указывает на содержание в земле большого количества меди, и восхвалял Миннесоту за богатство минеральных ресурсов. Но позже никакой меди в этом округе не нашли.
Через Миннесоту часто шли путешественники, искавшие прославленный Северо-Западный проход. В 1727 году на озере Пепин французами была построена крепость Богарнуа. В 1731 году Пьер де Варенн с помощью ассинибойна Окагака открыл Грэнд-Портедж, где позже открылся филиал Северо-Западной торговой компании, занимавшейся торговлей мехами.
В 1767 году Миннесоту посетил в составе экспедиции Джонатан Карвер, сапожник из Массачусетса. Экспедиция недолго вела исследования из-за проблем с провизией, поэтому вскоре она отправилась на восток, в Микилимакинак, где Карвер написал книгу о путешествии. Эту книгу опубликовали в 1778 году, но автор умер до того, как она стала бестселлером. В честь Карвера были позднее названы округ Карвер и пещера Карвера.
До 1818 года долина Ред-Ривер считалась британской территорией; британские власти составляли проекты заселения этой местности, такие, как «Колония Ред-Ривер». Но проекты были неудачными, и в 1820-х годах Колонию Ред-Ривер покинули несколько сотен переселенцев, ушедших на территорию США. Кроме них, в тех местах с середины XVII века жили метисы — дети индейцев и первых колонистов.
Исследование Ред-Ривер было проведено уже американцами — а именно экспедицией во главе со Стивеном Лонгом. Теперь эта территория относится к Манитобе (Канада).
Многие экспедиции — Зебулона Пайка (1806), Стивена Лонга (1817) — пытались найти исток Миссисипи. Успехом в 1832 году увенчались поиски Генри Скулкрафта, которому группа оджибве, возглавляемая воином Озаавиднибом («Желтоголовым»), показала озеро в восточной Миннесоте, откуда Миссисипи и текла. Скулкрафт назвал озеро Айтаска — от латинских слов veritas (с лат. — «правда») и caput (с лат. — «голова»). На языке оджибве же оно называлось Омашкуз («Лось»). Это озеро позже (в 1835 году) было исследовано Джорджем Фетерстонхо, который также исследовал долину Миннесоты и затем опубликовал книгу о своих путешествиях «Путешествие на каноэ вверх по Миннесоте» (англ. A Canoe Voyage up the Minnay Sotor).
Французский географ Жозеф Николле путешествовал по Миннесоте в конце 1830-х годов. Он исследовал верхнее течение Миссисипи, Сент-Круа и междуречье Миссисипи и Миссури. Вместе с Джоном Фримонтом Николле вырезал своё имя на катлинитовой скале рядом с водопадами Винневисса (ныне Пайпстонская каменоломня, национальный монумент в округе Пайпстон).
Генри Лонгфелло никогда не исследовал Миннесоту, но прославил этот штат в своей «Песни о Гайавате», опубликованной в 1855 году и содержавшей много упоминаний различных областей Миннесоты. Сюжет «Песни» был построен на легендах оджибве, собранных исследователями и торговцами (в частности, Генри Скулкрефтом).

## Колонизация Миннесоты европейцами

### Территориальная принадлежность Миннесоты
Вся территория Миннесоты к востоку от реки Миссисипи была передана Соединённым Штатам по условиям Парижского мира в 1783 году. Эта территория включала в себя север, восток и часть центральных областей штата. Южные области были куплены у Франции в 1803 году (так называемая Луизианская покупка). Часть Миннесоты входила в Землю Руперта. Граница между штатом и Британской Северной Америкой была частично определена в 1818 году, при принятии Англо-американской конвенции. Миннесота стала граничить с Канадой по 49-й параллели к западу от Лесного озера. Местности к востоку от этого озера оставались спорными территориями до 1842 года, когда был подписан Договор Уэбстера — Ашбертона.
В течение первой половины XIX века северо-восточные области штата были переданы Старому Северо-Западу, потом Иллинойсу, Мичигану и, наконец, Висконсину. Часть западных и южных областей в 1838 году отошла к Айове.
Стивен Арнольд Дуглас, председатель Комитета Конгресса США по территории, создал черновой вариант закона, утверждающего границы Миннесоты. В частности, он строил планы будущего освоения верхней долины Миссисипи, поэтому сохранил эту территорию в пределах штата. В 1846 году он предотвратил приобретение Айовой форта Снеллинг и водопадов Святого Антония, через год — включение Сент-Пола и тех же водопадов в территорию штата Висконсин.
Первая официально установленная (в 1849 году) территория Миннесоты была обширнее нынешнего штата, она включала в себя современные Северную и Южную Дакоту, и часть её западной границы проходила по реке Миссури.

### Основание форта Снеллинг, Миннеаполиса и Сент-Пола
Форт Снеллинг стал первым военным укреплением США на территории Миннесоты. Земля, на которой планировалось его построить, была приобретена в 1805 году Зебулоном Пайком. Само строительство крепости началось в 1819 и завершилось в 1825 году; после чего в крепость приехал полковник Джозия Снеллинг, в честь которого форт и был назван. Одной из задач гарнизона было устройство дипломатических отношений между племенами оджибве и дакота. В частности, до своего выхода в отставку в 1839 году на территории форта девятнадцать лет жил известный агент Бюро по делам индейцев Лоренс Талиаферро.
В 1850-х годах форт Снеллинг сыграл ключевую роль в судебном деле Дреда Скотта против Сэндфорда. Афроамериканец Дред Скотт и его жена были привезены в форт своим владельцем Джоном Эмерсоном. После смерти Эмерсона Скотты заявили о своей свободе, опираясь на то, что они жили на территориях, где рабство было запрещено после Миссурийского компромисса. В конце концов, Верховный суд отклонил их требования. В память об этом судебном прецеденте небольшая местность недалеко от форта Снеллинг, в Блумингтоне, была названа Полем Дреда Скотта.
К 1851 году, по различным договорам между индейцами и правительством США, многие территории нынешней Миннесоты были переданы Штатам для колонизации, поэтому форт Снеллинг перестал быть пограничной крепостью. Во время гражданской войны в нём проходили учения. Часть его территории была в тот период отведена под кладбище — ныне Национальное кладбище форта Снеллинг. Позже и во время Второй мировой войны форт служил для проведения учений для 300000 солдат. После этой войны его хотели разрушить при проложении федеральных трасс MN 5 и MN 55, но по просьбе местных жителей форт был не тронут. Сейчас он является историческим памятником Миннесоты и принадлежит Миннесотскому историческому обществу.
Гарнизон форта Снеллинг, чтобы быть экономически независимым, построил у водопадов Святого Антония лесопилку, мукомольную мельницу, несколько дорог; организовал выращивание различных зерновых. Это стало началом строительства Миннеаполиса. Позже в форт Снеллинг в качестве маркитанта пришёл Фрэнклин Стил. Он потребовал передачу ему земель на восточном берегу Миссисипи, недалеко от водопадов святого Антония, и начал разрабатывать эти земли. Далее с помощью своего подчинённого Джона Стивенса, заключив договор с комендантом форта Снеллинг, он приобрёл часть западного берега Миссисипи. Стивенс обязывался организовать бесплатную паромную переправу через реку в обмен на 160 акров (0,65 км2) земли на западном берегу. Там он в 1850 году и построил первый дом Миннеаполиса. Через четыре года Стивенс уже составил план строительства будущего города. В 1872 году поселение у водопадов стало частью Миннеаполиса.
Основание Сент-Пола также связано с фортом Снеллинг. Рядом с крепостью разбила лагерь группа сквоттеров, приехавших большей частью из колонии Ред-Ривер. Комендант форта Снеллинг, майор Джозеф Плимптон, возражал против их присутствия, так как они пользовались строевым лесом из форта и позволяли своим коровам и лошадям разгуливать на его территории. В итоге Плимптон запретил им продолжать какое бы то ни было строительство в их лагере. Поэтому сквоттеры ушли и обосновались на четыре мили ниже по течению Миссисипи. Они хотели построить селение у так называемой Фонтанной пещеры. Но и эти места были расположены недалеко от форта Снеллинг, и там сквоттерам тоже не разрешили жить. Один из них, Пьер Парран по прозвищу Свиной Глаз, самогонщик, переехал ещё ниже по Миссисипи, в местность Им-ин-и-йа Ска (в переводе с языка местных индейцев — Белая Скала) и построил салун, вокруг которого и расселились остальные сквоттеры; там ныне и находится Сент-Пол. Сначала поселение называлось Пигс-Ай (рус. Свиной Глаз) в честь Паррана, затем было переименовано в Лэментс-Лэндинг, и только потом стало городом Сент-Полом.
Сейчас Миннеаполис и Сент-Пол в народе называются «городами-близнецами» (англ. Twin Cities). Это прозвище возникло после того, как в 1872 году в газетной статье было высказано предположение, что Миннеаполис может поглотить Сент-Пол. Многие в ответ на это заявили, что города эти в равной степени важны для штата и должны существовать раздельно, с тех пор Миннеаполис и Сент-Пол и начали называть «близнецами».
Генри Райс, когда был председателем Комитета по территории, построил железные дороги, связывающие Сент-Пол с Великими озёрами и соединявшиеся с Illinois Central Railroad.
В наши дни Миннеаполис — первый по численности населения город Миннесоты (385 378 человек, согласно переписи 2010 года), Сент-Пол занимает второе место (287 151 человек). Вместе они образуют агломерацию, население которой составляет около половины всего населения Миннесоты.
Самый старый сохранившийся до наших дней дом в Сент-Энтони — дом Арда Годфри, построенный в 1848 году. Самый старый дом Миннеаполиса, дом Джона Стивенса, сейчас перенесён к водопадам Миннегаги.

### Развитие промышленности
В 1838 году Генри Хейстингс Сибли в Мендоте построил первый каменный дом в штате, он принадлежал Американской меховой компании, занимавшейся в то время прибыльной покупкой шкурок в тех районах.
Кроме меховой промышленности, в развивающейся экономике Миннесоты важную роль играла лесная. Особенно ценилась белая восточная сосна, которая в обилии росла на северо-востоке штата и на реке Сент-Круа. Центрами лесной промышленности стали города Марин-он-Сент-Крой и Стиллуотер (лес в них сплавлялся по Сент-Круа) и Уинона (сюда лес сплавлялся по реке Миннесота). В результате нерегулируемой лесной промышленности и засухи, случившейся в 1894 году, произошёл Великий пожар в Хинкли, опустошивший Сандстон и Хинкли. В пожаре погибли около 400 жителей округа Пайн. По тем же причинам позже произошли Бодеттский и Клокетский пожары.
Сент-Энтони (город у водопадов Святого Антония, позже — часть Миннеаполиса) также был важным центром лесной промышленности, в него брёвна сплавлялись по Рам-Ривер. С 1848 года по инициативе Фрэнклина Стила началось активное строительство лесопилок у водопадов.

### Территория Миннесота
Стивен Дуглас, председатель комитета по территориям в Сенате, предложил законопроект о признании Миннесоты территорией. Он видел отдельное будущее для верхней долины Миссисипи и контролировал включение будущей Миннесоты в другие территории. В 1846 году он не допустил включения Форта-Снеллинга и Сент-Энтони-Фоллс в состав Айовы, а в 1847 году ограничил территорию Висконсина, чтобы она не включала Сент-Пол и Сент-Энтони-Фоллс. 3 марта 1849 года территория Миннесота была создана из земель, оставшихся после организации территорий Айовы и Висконсин. Она включала в себя современную территорию штата и большую часть территории к востоку от реки Миссури, позже ставшей территорией Дакота. Первым губернатором территории стал Александр Рэмзи, первым территориальным делегатом в Конгресс США — Генри Сибли. Генри Райс, который затем заменил Сибли, представлял в Конгрессе территорию и пролобировал строительство железной дороги от Сент-Пола к озеру Верхнее.

### Миннесота в составе США
В 1853 году Стивена Дугласа на посту председателя комитета по территориям сменил Генри Райс, в декабре 1856 года вынесший на обсуждение в Конгрессе акт, который бы позволил Миннесоте создать свою конституцию штата. Также в этом акте он окончательно утвердил границы Миннесоты: по его замыслу, штат должен был граничить с Канадой, Висконсином и Айовой; западная граница должна была проходить по Ред-Ривер.
В 1857 году Миннесота была официально признана штатом, хотя 22 сенатора Конгресса проголосовали против этого. По их мнению, население Миннесоты было слишком малым. Джон Бёртон Томпсон, представитель Кентукки, утверждал, что правительство ещё не может позволить себе материально обеспечивать большое количество новых штатов. Кроме того, представители южных штатов опасались усиления северных.